# Episodi de La zona grigia (serie televisiva)
La prima stagione della serie televisiva drammatica turca La zona grigia (Ben Gri), composta da 8 episodi, è stata distribuita sul servizio di streaming Disney+ tramite il portale Star dal 16 novembre al 28 dicembre 2022.
| n° | Titolo originale               | Titolo italiano                       | Pubblicazione Turchia | Pubblicazione Italia |
| -- | ------------------------------ | ------------------------------------- | --------------------- | -------------------- |
| 1  | Hazırsan Başlıyoruz            | È iniziato con una faccina sorridente | 16 novembre 2022      | 16 novembre 2022     |
| 2  | Niye Sasirdin?                 | Perché così sorpreso?                 | 16 novembre 2022      | 16 novembre 2022     |
| 3  | Sence Katil Kim?               | Chi è l'assassino?                    | 23 novembre 2022      | 23 novembre 2022     |
| 4  | Sen Dogru Olani Yaptin         | Hai fatto la cosa giusta              | 30 novembre 2022      | 30 novembre 2022     |
| 5  | Bogaz Havasi Iyi Gelir         | L'aria è pulita sul Bosforo           | 7 dicembre 2022       | 7 dicembre 2022      |
| 6  | Bir Oyun Daha?                 | Inizia il secondo round               | 14 dicembre 2022      | 14 dicembre 2022     |
| 7  | Daha Bitmedi, Göreceklerin Var | Non è ancora finita                   | 21 dicembre 2022      | 21 dicembre 2022     |
| 8  | Mavi Morfo Kelebeği            | Farfalla del cielo                    | 28 dicembre 2022      | 28 dicembre 2022     |